# August (노래)
‘august’(모두 소문자로 표기함)는 미국의 싱어송라이터 테일러 스위프트의 노래로, 2020년에 발매한 여덟 번째 정규 음반 “folklore”에 여덟 번째 트랙으로 수록되어 있다. 스위프트와 잭 안토노프가 함께 노래를 작사 및 작곡하였으며, 프로듀싱도 두 명이 진행하였다. 음악적으로는 기타, 현악기, 보컬의 잔향, 조바꿈 등이 사용된 드림 팝 장르의 발라드이다. 음반에 수록되어 있는 ‘cardigan’과 ‘betty’와 함께 베티, 제임스, 그리고 이름이 밝혀지지 않은 어느 인물 간의 삼각관계를 묘사하고 있으며, 그 중 ‘august’는 베티의 관점에서 제임스와의 실연에 대한 슬픔을 표현한 곡이다.
비평가들은 노래에 사용된 악기와 가사에 호평을 보냈으며, 일부는 “folklore” 트랙 중 하이라이트로 꼽기도 하였다. 상업적으로는 미국 빌보드 핫 100 차트에서 23위를 기록하였으며, 핫 록 & 얼터너티브 송 차트에서는 5위를 달성하였다. 또한 오스트레일리아, 캐나다, 말레이시아와 싱가포르의 싱글 차트에서 20위 안으로 진입하였다. 2021년 3월 14일에 개최된 제63회 그래미상에서 ‘cardigan’과 같은 해 발매한 아홉 번째 정규 음반 “evermore”의 리드 싱글 “willow”와 함께 메들리로 공연하였다.

## 배경 및 제작
테일러 스위프트와 프로듀서 잭 안토노프는 각각 2014년, 2017년, 2019년에 발매한 스위프트의 이전 정규 음반 “1989”, “Reputation”, “Lover”에서 함께 노래를 만들거나 프로듀싱하였다. 그리고 2020년 코로나19 범유행 중에 스위프트가 깜짝 발매한 음반 “folklore”에서 한 번 더 협업을 진행하였다. “folklore”는 2020년 7월 24일 리퍼블릭 레코드를 통해 공개되었다. 스위프트는 음반에 실린 전곡에 공동 프로듀서로 참여하였으며, 안토노프는 ‘august’를 포함하여 여섯 곡을 프로듀싱하였다. ‘august’는 안토노프가 먼저 악기 소리를 제작하여 스위프트에게 보냈고, 이에 스위프트는 "즉각적이면서, 직관적으로" 가사를 썼다. “folklore”에 포함된 다른 노래와 마찬가지로 스위프트는 상상 속의 스토리 아크와 등장인물이 나오는 허구의 이야기를 바탕으로 ‘august’를 만들었다.

## 상업적 성과
미국에서는 “folklore” 발매 이후 처음으로 반영된 2020년 8월 8일자 차트에서는 음반에 수록된 전곡이 빌보드 핫 100 차트 진입에 성공하였으며, 그 중에서 “august”는 23위로 데뷔하였다. 이후 총 2주 동안 차트에 머물렀다. 빌보드 핫 록 & 얼터너티브 송 차트에서는 5위를 기록하였으며, 이후 20주 동안 차트에 머물렀다. 이외에도 말레이시아에서 11위, 싱가포르에서 12위, 오스트레일리아에서 13위, 캐나다에서는 16위를 기록하는 등 여러 국가의 싱글 차트에 20위 권 내에 이름을 보였다.

## 라이브 공연
2021년 3월 14일에 개최된 제63회 그래미상에서, 스위프트는 ‘cardigan’과 후에 발매된 음반 “evermore”의 리드 싱글인 ‘willow’와 함께 메들리로 ‘august’를 공연하였다. 해당 공연에는 “folklore”에 프로듀서로 참여한 잭 안토노프와 아론 데스너가 참여하였으며, 세 사람이 함께 공연한 첫 공연이기도 하다. 맨 처음 스위프트는 작은 집 지붕 위에서 ‘cardigan’을 부르면서 공연을 시작하고, 이후 지붕으로 내려와 집 안으로 들어가고, 안토노프와 데스너가 기타를 연주하면서 세 명이 ‘august’를 연주하였다. 마지막 곡인 ‘willow’를 부를 때는 세 사람 모두 집 밖으로 나와 노래를 끝마쳤다.

## 크레딧
크레딧은 음반의 라이너 노트에서 발췌하였다.
- 테일러 스위프트 – 작사 및 작곡, 프로듀싱
- 잭 안토노프 – 프로듀싱, 작사 및 작곡, 녹음, 라이브 드럼, 퍼커션 프로그래밍, 전기 기타, 어쿠스틱 기타
- 에반 스미스 – 색소폰, 플루트, 전기 기타, 키보드
- 바비 호크 – 스트링
- 로라 시스크 – 녹음
- 마이크 윌리엄스 – 스트링 녹음
- 존 고티어 – 스트링 녹음
- 조너선 로 – 믹싱, 신스 베이스, 신스 베이스 녹음
- 랜디 메릴 – 마스터링

### 내용주
1. ↑  ‘august’는 싱글로 발매되지 않았으며, 2020년 7월 24일에 공개된 “folklore”의 발매로 처음 공개되었다.
2. ↑  ‘august’는 키티 커미티와 러프 커스터머 스튜디오에서 녹음하였으며, 믹싱은 허드슨밸리의 롱 펀드 스튜디오, 마스터링은 뉴욕에 위치한 스털링 사운드 스튜디오에서 이루어졌다. 악기는 러프 커스터머, 롱 펀드, 포틀랜드에 있는 플레저 힐 레코딩, 레이클랜드에 위치한 사운드 하우스 레코딩에서 녹음되었다.[1]

### 참조주
1. 1 2  《folklore》 (음반 소책자). 테일러 스위프트. 리퍼블릭 레코드. 2020.
2. 1 2  서스카인드, 알렉스 (2020년 12월 18일). “Taylor Swift broke all her rules with Folklore — and gave herself a much-needed escape”. 《엔터테인먼트 위클리》. 2021년 2월 21일에 확인함.
3. ↑  페카두, 메스핀 (2020년 8월 3일). “Lucky No.7: Taylor Swift nabs 7th No.1 album with 'folklore'”. 《워싱턴 포스트》. 2021년 3월 13일에 확인함.
4. ↑  이어시몬, 애슐리 (2020년 11월 27일). “Taylor Swift & Jack Antonoff Really Loved Playing This 'Folklore' Track Live”. 《빌보드》. 2021년 2월 21일에 확인함.
5. ↑  트러스트, 개리 (2020년 8월 3일). “Taylor Swift Charts 16 Songs From 'Folklore' on Billboard Hot 100”. 《빌보드》. 2021년 2월 21일에 확인함.
6. ↑  러더퍼드, 케빈 (2020년 8월 3일). “Taylor Swift's 'Folklore' Debuts at No. 1 on Alternative Albums, 'Cardigan' Starts Atop Hot Rock & Alternative Songs”. 《빌보드》. 2021년 2월 21일에 확인함.
7. 1 2  윌리엄, 크리스 (2021년 3월 14일). “Taylor Swift Brings the 'Folklore' to Grammy Stage in Performance With Jack Antonoff, Aaron Dessner”. 《버라이어티》. 2021년 3월 14일에 확인함.
8. ↑  유, 노아 (2021년 3월 14일). “Watch Taylor Swift Perform 'cardigan,' 'august,' and 'willow' at Grammys 2021”. 《피치포크》. 2021년 3월 14일에 확인함.
9. ↑  스파노스, 브리타니; 샤퍼, 클레어 (2021년 3월 14일). “Watch Taylor Swift Perform a 'Folklore,' 'Evermore' Medley in the Shire at 2021 Grammy Awards”. 《롤링 스톤》. 2021년 3월 14일에 확인함.